# Ophioplax spinulifera
Ophioplax spinulifera är en ormstjärneart som beskrevs av Hubert Lyman Clark 1941. Ophioplax spinulifera ingår i släktet Ophioplax och familjen Ophiochitonidae. Inga underarter finns listade i Catalogue of Life.